# Asiosilis ekisi
Asiosilis ekisi es una especie de coleóptero de la familia Cantharidae.

## Distribución geográfica
Habita en Sri Lanka.